# 克雷格·巴雷特
克雷格·巴雷特（英語：Craig Barrett，1971年11月16日—），新西兰男子田径运动员，主攻竞走。他曾代表新西兰参加1994年、1998年、2002年和2006年英联邦运动会田径比赛，获得一枚银牌。